# Отто Шпонгаймер
Отто Шпонгаймер (нім. Otto Sponheimer; нар. 19 грудня 1886, Нюрнберг — пом. 14 березня 1961, Бад-Кецтінг, Баварія) — німецький воєначальник часів Третього Рейху, генерал від інфантерії (1943) Вермахту. Кавалер Лицарський хрест Залізного хреста (1941).

## Нагороди
- Медаль принца-регента Луїтпольда
- Залізний хрест 2-го і 1-го класу
- Орден «За заслуги» (Баварія) 4-го класу з мечами і короною
- Хрест «За військові заслуги» (Мекленбург-Шверін) 2-го класу
- Нагрудний знак «За поранення» в сріблі
- Почесний хрест ветерана війни з мечами
- Медаль «За вислугу років у Вермахті» 4-го, 3-го, 2-го і 1-го класу (25 років)
- Застібка до Залізного хреста 2-го і 1-го класу
- Лицарський хрест Залізного хреста (8 серпня 1941)
- Німецький хрест в золоті (29 листопада 1942)

Військова кар'єра
- 1 жовтня 1907 — волонтер
- 26 травня 1909 — лейтенант

- ? — оберст поліції

- 1 жовтня 1935 — оберст
- 1 червня 1939 — генерал-майор
- 1 липня 1941 — генерал-лейтенант
- 1 серпня 1943 — генерал від інфантерії